# Arne Novák
Arne Novák (Litomyšl, 1880 – Polička, 1939) è stato uno scrittore ceco.
Figlio del dottor Josef Novák e dell'importante poetessa e scrittrice Teréza Nováková (1835-1912), ricevette una solida formazione classica. Si specializzò in studi di letteratura ceca, ma partecipò attivamente alle riviste Volné Směry, Lumír e Rozhdely.